# Oxymonacanthus halli
Oxymonacanthus halli là một loài cá biển thuộc chi Oxymonacanthus trong họ Cá bò giấy. Loài cá này được mô tả lần đầu tiên vào năm 1952.

## Từ nguyên
Từ định danh halli được đặt theo tên của Thiếu tá Harold Wesley Hall (1888–1964), chủ sở hữu của du thuyền động cơ Manihine. Tác giả Marshall đã thực hiện chuyến thám hiểm đến vịnh Aqaba trên con tàu này và thu thập được mẫu định danh của cá.

## Phân bố và môi trường sống
O. halli có phân bố giới hạn trong Biển Đỏ, sống trên các rạn san hô ở độ sâu đến khoảng 11 m.

## Loài bị đe dọa
Cũng như loài chị em của nó, cá bò xanh hoa đỏ (O. longirostris), O. halli đang chịu tác động từ việc mất môi trường sống do hiện tượng tẩy trắng san hô, cộng với việc loài sao biển gai chuyên ăn san hô hoạt động mạnh mẽ tại vùng biển này. Do đó, loài này được xếp vào nhóm Loài sắp nguy cấp theo IUCN.

## Mô tả
Chiều dài cơ thể lớn nhất được ghi nhận ở O. halli là 7 cm. Đầu và thân màu xanh lục lam, có hơn 10 hàng đốm cam trên toàn bộ cơ thể, đôi khi có viền đen ở các đốm. Miệng bao quanh bởi màu cam. Sọc đen dài và dày trên vây đuôi. Bụng cá đực có vệt cam lớn viền đen.
Số gai vây lưng: 2; Số tia vây lưng: 29–33; Số gai vây hậu môn: 0; Số tia vây hậu môn: 27–31; Số tia vây ngực: 10–11.
So với O. longirostris, O. longirostris có mõm dài hơn với dạng hình ống; đốm cam lớn và thưa nhau hơn nhưng không bao phủ phần mõm; có vệt đen lốm đốm trắng dưới bụng.

## Sinh thái
O. halli chỉ ăn polyp san hô các loài Acropora. Loài này có thể dựa vào hình dạng và hoa văn cơ thể để ngụy trang trên các nhánh san hô Acropora.

## Thương mại
O. halli có lẽ có giá trị đối với ngành thương mại cá cảnh như loài O. longirostris.